# Leo VI (påve)
Leo VI, född i Rom, död i december 928, var påve från maj eller juni 928 till sin död.

## Biografi
Leo var romare och son till den romerske primicerius Christophorus, som hade varit Johannes VIII:s premiärminister. Innan Leo blev påve var han kardinalpräst med Santa Susanna som titelkyrka. Det råder viss osäkerhet om den exakta dateringen av Leos pontifikat, eftersom två källor ger något motstridiga uppgifter. Han blev tillsatt efter att Johannes X störtats som påve i juni, eller möjligen maj, 928. 
Företrädaren Johannes hade varit ingripen i en strid om den ecklesiastikala jurisdiktionsrätten i Dalmatien. Detta överfördes till Leo när han blivit påve. Han utfärdade i denna fråga en lång bulla där han ger palliet till ärkebiskop Johannes av Spalato, beordrar alla biskopar i Dalmatien att lyda denne, och utföra sina uppgifter inom gränserna för sina egna stift, samt ger biskop Gregorius instruktioner hur han skall fortsätta sin verksamhet i stiftet Scodra. 
Enligt de flesta författare begravdes Leo i Peterskyrkan.